# Скалярне поле

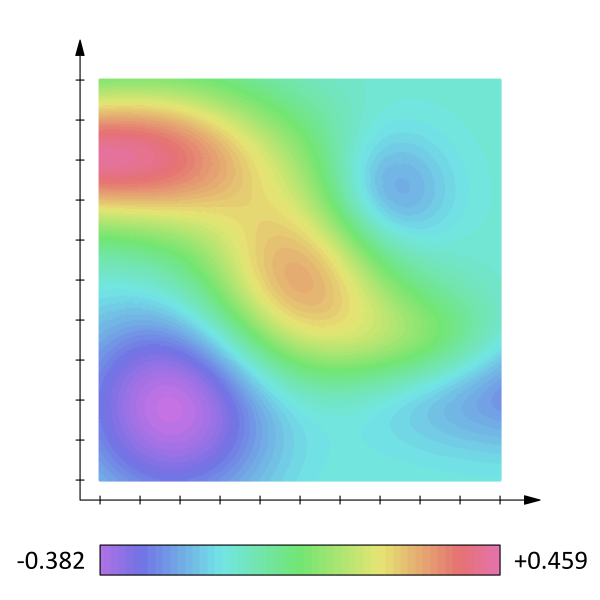
Інтенсивність скалярного поля — такого, як температура або тиск — можна представити через різні відтінки.

Скаля́рне по́ле — у векторному численні скалярна функція просторових координат. Скалярне поле ставить певне числове значення, дійсне або комплексне, у відповідність кожній точці простору, тобто відображає {\displaystyle \mathbb {R} ^{n}} в {\displaystyle \mathbb {R} }.
Основною диференціальною операцією над скалярним полем у векторному численні є градієнт.
У фізиці скалярними полями описуються поля значень фізичних величин, які не залежать від орієнтації системи координат. Прикладами таких полів є температура, тиск, вологість.
Також, в квантовій теорії поля, скалярні поля — це фізичні поля, що приймають в кожній точці простору якесь скалярне значення. Прикладом такого поля може бути проста модель поля Гіґґса. Вільне (не взаємодіюче) скалярне поле описується рівнянням Клейна-Ґордона.